# John Hope, IV conte di Hopetoun
John Hope, IV conte Hopetoun (Abercorn, 17 agosto 1765 – Parigi, 27 agosto 1823), è stato un generale britannico.

## Biografia
Hopetoun era l'unico figlio di John Hope, II conte di Hopetoun e della sua seconda moglie, Jane Oliphant. Sua madre morì quando egli aveva appena un anno ed il padre lo avviò alla carriera militare commissionandolo al 10th Light Dragoons nel 1784. Dal 1790 entrò anche in politica come membro al parlamento per il Linlithgowshire rimanendo in carica sino al 1800.
Egli prese parte alla presa delle Indie orientali francesi e delle Indie orientali spagnole tra il 1796 ed il 1797. Nel 1799 venne inviato a Den Helder come aiutante generale e fu presente alla Battaglia di Bergen ed a quella di Castricum. Nel 1801 venne inviato al Cairo e quindi ad Alessandria d'Egitto per raccogliere la resa delle truppe francesi li aquartierate.
Egli comandò una divisione durante l'avanzata in Spagna ove prese parte alla battaglia di La Coruña nel 1809, succedendo alla guida delle truppe in azione dopo che Sir John Moore venne ucciso. L'anno successivo egli comandò l'armata di riserva durante la Spedizione Walcheren. Egli venne nominato Comandante in capo dell'Irlanda e venne ammesso nel consiglio privato per l'Irlanda nel 1812. Egli dunque ebbe il comando della I divisione sotto il comando del Duca di Wellington durante la Battaglia di Nivelle e nella Battaglia della Nive nel 1813.
Egli prestò dunque servizio come Lord Luogotenente del Linlithgowshire dal 1826 al 1823. Il 17 maggio 1814, due anni prima di succedere al titolo paterno che nel frattempo era stato ricoperto dal suo fratello maggiore, ottenendo però anche il titolo di Barone Niddry, trasmissibile ai suoi figli maschi.
Lord Hopetoun morì nell'agosto del 1823 all'età di 58 anni e venne succeduto nei suoi titoli personali dal maggiore dei figli avuti dal suo secondo matrimonio, John.

## Matrimonio e figli
Lord Hopetoun sposò in prime nozze Elizabeth, figlia di Charles Hope-Weir, nel 1798. Dopo l'improvvisa morte della moglie, egli si risposò con Louisa Dorothea Wedderburn che morì nel 1836, dalla quale ebbe dieci figli:
- John Hope, V conte di Hopetoun (15 novembre 1803-8 aprile 1843);
- Lord James Hope (7 giugno 1807-7 gennaio 1854), sposò Lady Mary Frances Nugent, ebbero tre figli;
- Lord Charles Hope (11 settembre 1808-31 ottobre 1893), sposò Lady Isabella Helen Douglas, ebbero sei figli;
- Lord Alexander Hope (5 novembre 1809);
- Lord George Hope (12 aprile 1811-14 novembre 1854), sposò Anne Carmichael Napier, ebbero un figlio;
- Lord Henry Hope (29 ottobre 1812-1831);
- Lord William Hope (24 giugno 1816-1835);
- Lord Louis Hope (29 ottobre 1817-15 agosto 1894), sposò Susan Frances Sophia Dumaresq, ebbero otto figli;
- Lord Thomas Hope (20 ottobre 1819-6 novembre 1838);
- Lord Adrian Hope (8 marzo 1821-15 aprile 1858).

## Onorificenze

### Onorificenze britanniche
In memoria del conte sulle Garleton Hills (East Lothian, Scozia) venne costruito nel 1824 l'Hopetoun Monument.